# Kia Ceed
Kia Ceed (транскр. Кија сид) (кореј. 기아 씨드) је аутомобил ниже средње класе, који производи јужнокорејска фабрика аутомобила Кија од 2006. године. Тренутно се производи у трећој генерацији. Сид је први пут представљен 28. септембра 2006. на Салону аутомобила у Паризу. Средином 2007. године лансирана је караван верзија под називом си'д_св, а почетком 2008. године про_сее'д са троја врата. Друга генерација цее'да представљена је на Салону аутомобила у Женеви 2012. године. На сајму аутомобила у Женеви 2018, Кија је представила трећу генерацију сида. У септембру 2019, Кија је такође представила икссид, кросовер СУВ заснован на трећој генерацији сида.
То је прво Кија возило које је у потпуности дизајнирано у Европи и прилагођено европским купцима. Да би обележила ову прилику, Кија је узела иницијале Европске економске заједнице, ЕЕЗ или ЦЕЕ на неколико језика и додала ЕД за европски дизајн. Схвативши да „ЦЕЕЕД“ има превише „Е“, заменили су последње „Е“ апострофом, при чему је „си'д (cee'd)“ био крајњи резултат. Од 2018. име сида не укључује апостроф. Иницијали сада значе "Заједница Европе, са европским дизајном". Модел се производи у фабрици Кија Моторс Словачка у Тјеплички на Ваху од октобра 2006. године. Сид је заменио церато који је имао мало успеха у Европи, а позициониран је између рија суперминија (Б-сегмент) и оптиме, аутомобила средње величине (Д-сегмент).

## Историјат
Сид је компактни аутомобил који дели исту платформу са Хјундаијем i30 и Кијом форте. Сид се као лимузина не продаје, у томе га мења Кија форте. Када се појавила трећа генерација, после годину дана, стигоше Кија просид (Нема никакве везе са Кијом про_си'д) и Кија икссид. Конкуренти су: братски конкурент Хјундаи i30, Мазда3, Форд фокус, Тојота корола, Хонда сивик, и други.

### Прва генерација (2006–2012)
Си'д је дизајниран у Франкфурту, у Немачкој, са Миклошом Ковачем који је водио дизајнерски тим, док је концептни аутомобил дизајнирао Понтус Фонтаеус. Си'д је развијен на истој платформи као и Хјундаи i30. Прва генерација је била доступна са избором од четири мотора (два бензинска и два дизел), пет нивоа опреме и ручним или аутоматским мењачем.
На располагању су била три нивоа опреме: ЛКС, ЕКС, ТКС. Водећа опрема ТКС била је опремљена полукожним седиштима, гумама Мицхелин 225/45 са 17-инчним алу фелнама и задњим паркинг сензорима. Све верзије имају шест ваздушних јастука као стандард, активне предње наслоне за главу, наслоне за главу подесиве по висини, затезаче, ЕСП, електронску контролу вуче, АБС, ЕБД, БА, и ојачану структуру кабине. По пуштању на тржиште, гаранција је једна од најобимнијих и најдужих у Европи са седам година или 150.000 км за погонски склоп и пет година за цело возило.
У септембру 2009. године, нови модел је представљен на 63. Салону аутомобила у Франкфурту. Док су модел са петоро врата и караван добили ажурирани предњи и задњи дизајн, укључујући Кијину нову корпоративну решетку названу Тигер Носе, техничке ревизије и мање промене у унутрашњости, екстеријер верзије са троја врата није ажуриран.

Произведено је приближно 646.300 јединица прве генерације си'да.
- I генерација, предњи поглед
- I генерација, задњи поглед, Хечбек (Комбилимузина)
- I генерација, задњи поглед, Караван
- Кија про_си'д, предњи поглед
- Кија про_си'д, задњи поглед
- Ентеријер
- I генерација, редизајн, предњи поглед
- I генерација, редизајн, задњи поглед, Хечбек (Комбилимузина)
- I генерација, редизајн, задњи поглед, Караван
- Кија про_си'д, редизајн, предњи поглед
- Кија про_си'д, редизајн, поглед са стране
- Ентеријер, редизајн

### Друга генерација (2012–2018)
Своју светску премијеру на Салону аутомобила у Женеви 2012. представља потпуно нова Цее'д друге генерације (са интерним кодом ЈД) за коју се тврди да је софистициранији, ефикаснији, префињенији, боље опремљен са привлачнијим искуством вожње од прве генерације. Си'д друге генерације је, међутим, знатно скупљи од прве генерације и помера си'д са "буџетског" тржишта, као што су приметили независни рецензенти као што је Хонест Џон. Са новим си'дом, дошао је Кијин први покушај хот хеч модела са про си'д ГТ.
Први пут приказан у јуну 2015. године, обновљени модел си'да почео је да се продаје у септембру исте године.

Произведено је приближно 647.700 јединица си'да друге генерације.
- II генерација, предњи поглед
- II генерација, задњи поглед, Хечбек (Комбилимузина)
- III генерација, задњи поглед, Караван
- Кија про_сид, предњи поглед
- Кија про_сид, задњи поглед
- Ентеријер
- II генерација, редизајн, предњи поглед
- II генерација, редизајн, задњи поглед, Караван
- Кија про_сид, редизајн, предњи поглед
- Ентеријер, редизајн

### Трећа генерација (2018–)
Трећа генерација сида најављена је у фебруару 2018. и представљена уочи Сајма аутомобила у Женеви 2018. Верзија каравана је најављена у марту и званично откривена на Салону аутомобила у Женеви 2018. Производња хечбека почела је у мају 2018, а аутомобил је постао доступан у јуну. Производња караванске верзије почела је у лето 2018.
- III генерација, предњи поглед
- III генерација, задњи поглед, Хечбек (Комбилимузина)
- III генерација, задњи поглед, Караван
- Ентеријер
- III генерација, редизајн, предњи поглед
- III генерација, редизајн, задњи поглед, Хечбек (Комбилимузина)
- III генерација, редизајн, задњи поглед, Караван

#### Кија просид
- Кија просид, предњи поглед
- Кија просид, задњи поглед
- Ентеријер
- Кија просид, редизајн, предњи поглед
- Кија просид, редизајн, задњи поглед

#### Кијаикссид
- Кија икссид, предњи поглед
- Кија икссид, задњи поглед
- Ентеријер
- Кија икссид, редизајн, предњи поглед
- Кија икссид, редизајн, задњи поглед